# اس‌ام یو-۹۴
اس‌ام یو-۹۴ (به انگلیسی: SM U-94) یک زیردریایی بود که طول آن ۷۰٫۶۰ متر (۲۳۱٫۶ فوت) بود. این زیردریایی در سال ۱۹۱۷ ساخته شد.